# Rafał Ciosk
Rafał Ciosk – polski biolog, profesor na Uniwersytecie w Oslo. Specjalizuje się w biologii molekularnej oraz genetyce.

## Życiorys
Studia magisterskie odbył w latach 1990–1995 na Uniwersytecie Segedyńskim. Doktoryzował się w 1998 r. w Instytucie Badawczym Patologii Molekularnej w Wiedniu. W latach 2000–2005 odbył staż doktorski w Fred Hutchinson Cancer Research Center w Seattle. W latach 2006–2018 kierował własną grupą badawczą we Friedrich Miescher Institute for Biomedical Research w Bazylei. Stopień doktora habilitowanego nauk biologicznych uzyskał w 2015 r. na Wydziale Biologii UAM na podstawie pracy pt. Regulacja pluripotencji w rozwoju organizmu zwierzęcego. W latach 2017–2022 kierował Zakładem Biologii Integratywnej w Instytucie Chemii Bioorganicznej PAN w Poznaniu. Od 2018 r. jest profesorem i członkiem Section for Biochemistry and Molecular Biology na Uniwersytecie w Oslo.